# 阪神701形電車
阪神701形電車（はんしん701がたでんしゃ）は、かつて阪神電気鉄道が保有していた鉄道車両で、大正中期に製造された291形木造車を鋼体化改造したものである。改造当初は901形と呼ばれていた。

## 概要
昭和初期の阪神の新設軌道線では、路線の高速化及び地下化に対応する形で、1931年の331形の1001形への鋼体化改造を皮切りに、木造車の鋼体化改造を推進していた。
これらの改造と同時並行して、1形のうち大正4年・1915年に総括制御車に改造したグループの車体を1923年に更新した291形についても鋼体化改造を実施することになり、1932年に新形式の901形として鋼体化改造を実施された。291形295,296,300,299,298の5両を種車に901~905の5両が大阪鉄工所で、同じく292,294,297,293,291を種車に906~910の5両が藤永田造船所でそれぞれ改造された。
本形式は、1001形をモデルに、伝法線（現：阪神なんば線）などの支線運用を前提とした非貫通式の両運転台車で、車体は全長約13.4m、車体幅約2.4m、側面窓配置d2D7D2d、前面は1001形と同じ中央が少し縦に長い非貫通式の3枚窓で、左側にエアインテークを、右側に方向幕をそれぞれ装備していたほか、屋根上にはヘッドライトを、車体前面裾部には1001形より小振りのアンチクライマーを取り付けていた。1001形との最大の相違点は車体を台枠も含めて鋼体化したことであり、屋根はやや深くなったものの車体全周に設けられたウインドシル・ヘッダーとあわせて、まとまりのいい車体に仕上がった。
集電装置は、当初からパンタグラフのみを搭載した阪神初の車両となり、奇数車は大阪側、偶数車は神戸側に東洋電機製造製のTDK-Gを搭載したが、翌1933年には同じ東洋電機製造製のPT-11Aに換装された。この他、全車トムリンソン式密着連結器を取り付けたほか、登場当初は併用軌道区間を走行する関係で前面に救助網を装備していたが、神戸地下線開業前に救助網を取り外した。阪神の新設軌道線では最後の救助網を装備した車両でもあった。
台車及び電装品は種車のものを活用して、台車はブリル27MCB-1を履き、モーターは出力37.3kWのGE-90Aを4基搭載し、制御器は手動加速式のGE製のMKを装備したが、種車が装備していた弱め界磁装置は撤去された。

## 901・701系の運用など
901形は、当初は601形や1001形とともに新鋭の半鋼製車として、2両連結で本線の普通運用に充当されることもあった。しかし、加速、高速性能がこれらの形式に比べると劣ることから、1101系各形式が増備されると、当初の予定通り単行または2連で伝法線や尼崎海岸線で専属的に使用された。1940年には881形の増備に伴い、901形から701形への改番を実施した。
戦時中は大半の車両が事故や故障、あるいは新設軌道線の他形式に部品を供出して、休車状態で尼崎車庫に留置されていた。戦後しばらくして部品の供給が円滑になると復旧工事が開始され、復旧にかなりの時間と経費を要すると判断された704,705,710の3両以外は運用に復帰することができた。また、1948年に車内などを焼損した703も翌1949年にベンチレーターをガーランド型に換装されて復旧した。
しかし、1954年の3011形の登場以降、10両の少数派であり、非貫通式の両運転台車で加速・高速性能が悪く、他形式と共通運用の組めない本形式は使い勝手が悪いことから真っ先に置き換え対象車となり、同年に長期休車の704,705,710の3両が廃車され、709が救援車代用とされた。残った6両は大型車登場に伴い、ドア部分に安全確保のために張り出し式のステップを取り付けたが、尼崎海岸線運用にも充当されることもあることから、後に着脱式のステップに換装された。
その後もしばらく他形式に混じって伝法線と尼崎海岸線で運用されていたが、1958年に赤胴車3501形とジェットカー試作車である5001形が新製投入されたことと、新設軌道線の輸送力増強と運用の合理化のために武庫川線及び尼崎海岸線に「金魚鉢」こと併用軌道線の71形を投入することによって、701形はこれらの車両によって置き換えられることとなり、同年12月に701,703,706,708の4両が、翌1959年5月に702,707の2両が廃車され、営業用の701形は形式消滅した。
救援車代用で残った709は車体を706ないしは708のものに振り替えられて同年に正式に救援車となり、座席や窓の保護棒、ドアステップ、ドアエンジンなどを撤去して車内にジャッキなどの必要資材を搭載した。正式な救援車になってからも709は尼崎車庫の構内で待機していたが、モーターがこの形式だけのGE-90Aだったことから1101形のGE-203Pに換装する計画が立てられたものの、結局は1121形1136を救援車110（2代目）に改造することになり、余剰となった709は1961年8月に廃車、701形は完全に消滅した。

## 譲渡
701形のうち、704,707,710の3両が野上電気鉄道へ、702が和歌山電気軌道鉄道線（現在の和歌山電鐵貴志川線）に譲渡された。
和歌山電軌は1961年に南海電気鉄道に合併されて鉄道線は同社の貴志川線となるが、702（譲渡後は605）は、1969年に南海標準型車両に置き換えられるまで使用された。また、野上電気鉄道では使い勝手がよかったことから、1994年の廃線時まで使用された。しかし、阪神から野上に譲渡された他形式とは異なり、701形譲渡車が阪神に戻ってくることはなかった。なお、どちらの路線も軌間の幅が1067mmのため、手持ちの台車に換装されて使用された。